# Sendi Džouns
Margaret "Sendi" Džouns (engl. Margaret "Sandie" Jones; 9. novembar 1951 — 19. septembar 2019) bila je irska pevačica popularna kao predstavnica Irske na Pesmi Evrovizije 1972. godine.

## Karijera
Rođena je u Kramlinu, predgrađu Dablina. Predstavljala je Irsku na Pesmi Evrovizije 1972. u Edinburgu. Pevala je pesmu Ceol an Ghrá (srpski: Muzika ljubavi). Time je postala prva i do danas jedina predstavnica Irske koja je svoju pesmu izvela na irskom jeziku. Na Evroviziji je bila petnaesta od osamnaest pesama sa 72 boda.
Nakon Evrovizije, osnovala je svoj bend - Sandie Jones Band.
Osamdesetih godina 20. veka napustila je Irsku u želji za inostranom karijerom, a preselila se u  Sjedinjene Države. Bila je gostujuća članica žirija irskog nacionalnog izbora za Dečju pesmu Evrovizije Junior Eurovision Éire 2016, 2016. godine.

## Smrt
Preminula je 19. septembra 2019. godine u Sjedinjenim Američkim Državama nakon duge i teške bolesti. Njen brat Toni Džouns je nakon njene smrti pokrenuo kampanju u kojoj bi njeni fanovi obezbedili sredstva za njenu sahranu u Irskoj, gde su sahranjeni i njeni roditelji.